# Суорт, Карла
Ка́рла Суо́рт (англ. Carla Swart; 26 ноября 1987, Храфф-Рейнет, Восточно-Капская провинция — 19 января 2011, Йоханнесбург — южноафриканская шоссейная велогонщица.

## Карьера
Карла Суорт 2004 году переехала со своей семьёй в штат Джорджия, США, но продолжала представлять Южную Африку на международном уровне.
В 2006 году поступила в колледж Lees-McRae College (Северная Каролина), получив стипендии по велоспорту и бегу.
В 2008 году, выступая за колледж, стала первой велогонщицей выигравшей за один сезон все четыре чемпионских университетских титула США по велоспорту — в шоссе, треке, МТБ и велокроссе. А всего она за год завоевала 19 индивидуальных и командных титулов по велоспорту.
Перед началом сезона 2009 года вошла в состав южноафриканской команды MTN Women. В мае выиграла 4-й этап на Туре Гилы, а конце сентября выступила на чемпионате мира в групповой гонке.
2010 год стал определяющим для Суорт. Зимой на чемпионате ЮАР стала третьей в индивидуальной гонке и четвёртой в групповой гонке. Успешно выступила весной на европейских гонках — стала 8-й на Тур Дренте и была признана лучшей молодой гонщицей на Тур де л'Од. В декабре в групповых гонках стала 10-й на чемпионате мира и 8-й на Играх Содружества.
Перед началом сезона 2011 года подписал контракт с американской командой HTC–Highroad Women.
19 января 2011 года во время велотренировки в южноафриканской провинции Фри-Стейт была сбита грузовиком. Она потеряла свой велокомпьютер и перед тем как развернуться, предположительно забыв что в Южной Африке в отличие от США левостороннее движение, посмотрела через левое плечо, а не через правое чтобы проверить свободна ли дорога и поэтому не заметила приближающийся сзади грузовик. Умерла по дороге в больницу.
Президент Южноафриканской ассоциации велосипедистов Хендрик Леммер сказал после смерти Суорт:

Я думаю, что она была бы величайшей велосипедисткой в нашей истории, если бы она жила
Оригинальный текст (англ.)I think she would have been the greatest cyclist in our history if she had lived,

Колледж Lees-McRae College заявила, что будет учреждена стипендия имени Карлы Суорт, которая ежегодно будет присуждаться «велосипедистке, которая демонстрирует любовь к спорту и подает большие надежды как велосипедистка».

## Достижения
2009
Тур Гилы
11-я в генеральной классификации
4-й этап
34-я Чемпионат мира — групповая гонка
2010
4-я на Чемпионат ЮАР — групповая гонка
3-я на Чемпионат ЮАР — индивидуальная гонка
8-я на Тур Дренте
8-я на Либерти Классик
8-я на Игры Содружества — групповая гонка
10-я на Трофи д’Ор
10-я на Чемпионат мира — групповая гонка

## Рейтинги
| Год                 | 2009  | 2010 |
| ------------------- | ----- | ---- |
| Мировой рейтинг UCI | 241-й | 44-й |
|                     |       |      |
| Источник: UCI       |       |      |